# 白山薹草
白山薹草（学名：Carex curta）是莎草科薹草属的植物。分布于亚洲温带及南北美洲地区、欧洲以及中国大陆的吉林、内蒙古、新疆、黑龙江等地，生长于海拔900米至1,000米的地区，多生长在沼泽和溪边湿地，目前尚未由人工引种栽培。

## 异名
- Carex canescens auct. non L.:Kukenth.